# József Tóth (1929–2017)
József Tóth (ur. 16 maja 1929 w Mersevát, zm. 9 października 2017) – węgierski piłkarz, który występował na pozycji napastnika. Srebrny medalista Mistrzostw Świata 1954. Długoletni zawodnik Csepel SC.
Piłkarzem był także jego brat Mihály. W reprezentacji Węgier zagrał 12 razy i zdobył 5 bramek. Debiutował w 1953, ostatni raz zagrał w 1956. Podczas Mundialu 1954 wystąpił w dwóch spotkaniach Węgrów, pierwszym z RFN i ćwierćfinale z Brazylią. József Tóth był najdłużej żyjącym piłkarzem węgierskiej Złotej Jedenastki.